# It Snows in Hell
"They Only Come Out At Night" és una cançó de Lordi del 2006.

## Llista de cançons
1. It Snows in Hell (single version)
2. EviLove

## Crèdits
- Mr. Lordi (veu)
- Amen (guitarra)
- Kalma (baix)
- Kita (bateria)
- Awa (piano)